# Marginella gemmula
Marginella gemmula là một loài ốc biển rất nhỏ, là động vật thân mềm chân bụng sống ở biển trong họ Marginellidae, họ ốc mép.

## Phân bố
Loài này thường gặp ở Angola